# Montours
Pour l’article ayant un titre homophone, voir Montour.
Montours [mɔ̃tuʁ] est une ancienne commune française située dans le département d'Ille-et-Vilaine en région Bretagne, peuplée de 1 057 habitants. Elle a fusionné le 1er janvier 2017 avec Coglès et La Selle-en-Coglès pour former la commune des Portes du Coglais dont elle est le chef-lieu.

## Toponymie
Le nom de la localité est attesté sous les formes Montours en 1163, Mons ursi en 1662, Mons turris en 1674.
Le nom de la commune est Montourz en breton[réf. nécessaire].

## Histoire
Montours est citée dès 1163 dans la charte de Raoul II, baron de Fougères, qui confirme les chanoines réguliers de l'abbaye de Rillé dans la possession des dîmes de sa châtellenie de Valaines dont il leur fait don en 1151. C'est de cette époque que date la fondation du prieuré de Montours donné aux religieux de Rillé par le baron de Fougères. La paroisse de Montours dépendait jadis de l'ancien évêché de Rennes.
À Valaines, une motte féodale subsiste sur l'emplacement de l'ancien château fort détruit entre 1600 et 1630. Lors de la réformation de 1676-1680, la seule terre noble de la paroisse de Montours est la seigneurie de Bonteville qui relève de Saint-Brice-en-Coglès.

## Politique et administration

### Liste des maires
| Période       | Période               | Identité           | Étiquette | Qualité                                             |
| ------------- | --------------------- | ------------------ | --------- | --------------------------------------------------- |
| 1953          | décembre 1976 (décès) | Jean Malapert père |           | Commerçant en bestiaux Chevalier du Mérite agricole |
| décembre 1976 | mars 1977             | Louis Thébault     |           | Adjoint au maire, maire par intérim                 |
| mars 1977     | décembre 2016         | Jean Malapert fils | DVD>UDI   | Retraité, conseiller général (1985-1998)            |

## Population et société

### Démographie
L'évolution du nombre d'habitants est connue à travers les recensements de la population effectués dans la commune depuis 1793. À partir du 1er janvier 2009, les populations légales des communes sont publiées annuellement dans le cadre d'un recensement qui repose désormais sur une collecte d'information annuelle, concernant successivement tous les territoires communaux au cours d'une période de cinq ans. 
Pour les communes de moins de 10 000 habitants, une enquête de recensement portant sur toute la population est réalisée tous les cinq ans, les populations légales des années intermédiaires étant quant à elles estimées par interpolation ou extrapolation. Pour la commune, le premier recensement exhaustif entrant dans le cadre du nouveau dispositif a été réalisé en 2007,.
En 2021, la commune comptait 1 057 habitants, en évolution de −1,58 % par rapport à 2015 (Ille-et-Vilaine : +5,61 %, France hors Mayotte : +2,49 %).
| 1793  | 1800  | 1806  | 1821  | 1831  | 1836  | 1841  | 1846  | 1851  |
| ----- | ----- | ----- | ----- | ----- | ----- | ----- | ----- | ----- |
| 1 471 | 1 579 | 1 549 | 1 649 | 1 351 | 1 546 | 1 515 | 1 520 | 1 560 |

| 1856  | 1861  | 1866  | 1872  | 1876  | 1881  | 1886  | 1891  | 1896  |
| ----- | ----- | ----- | ----- | ----- | ----- | ----- | ----- | ----- |
| 1 458 | 1 410 | 1 418 | 1 464 | 1 460 | 1 422 | 1 411 | 1 352 | 1 319 |

| 1901  | 1906  | 1911  | 1921  | 1926  | 1931  | 1936  | 1946  | 1954  |
| ----- | ----- | ----- | ----- | ----- | ----- | ----- | ----- | ----- |
| 1 312 | 1 279 | 1 304 | 1 129 | 1 135 | 1 152 | 1 137 | 1 160 | 1 126 |

| 1962  | 1968  | 1975 | 1982 | 1990 | 1999 | 2007 | 2012  | 2017  |
| ----- | ----- | ---- | ---- | ---- | ---- | ---- | ----- | ----- |
| 1 088 | 1 040 | 940  | 807  | 810  | 806  | 946  | 1 058 | 1 082 |

| 2019  | - | - | - | - | - | - | - | - |
| ----- | - | - | - | - | - | - | - | - |
| 1 089 | - | - | - | - | - | - | - | - |

## Culture locale et patrimoine

### Lieux et monuments
- Église Saint-Melaine.
- Chapelle Saint-Gorgon, datant de 1876[7].
- Chapelle frairienne Sainte-Anne, à Valaine[8].
- Belvédère.

### Personnalités liées à la commune
- Hubert Michel, né en 1960 à Montours, écrivain.

### Galerie

L'église Saint-Melaine.
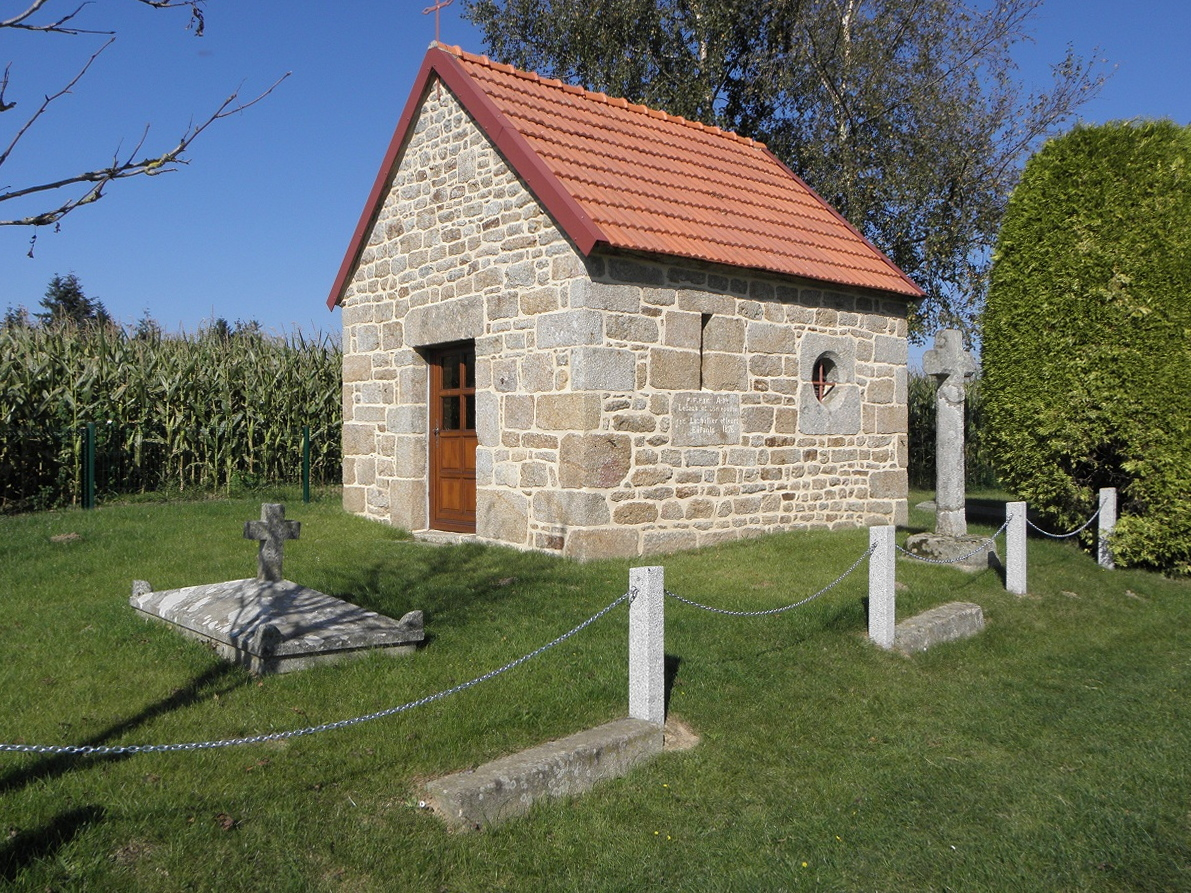
La chapelle Saint-Gorgon.
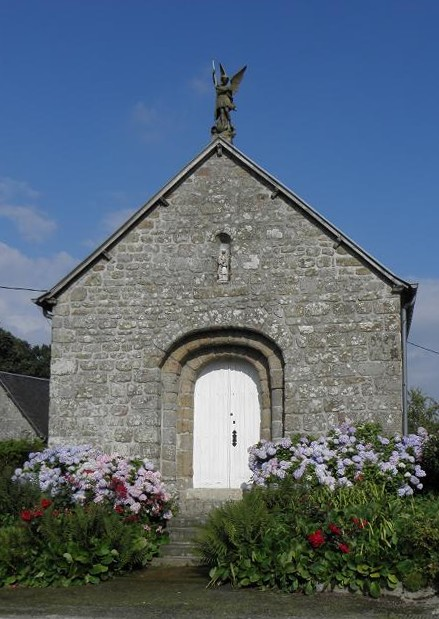
La chapelle Sainte-Anne à Valaine.